# Acropyga amblyops
Acropyga amblyops är en myrart som beskrevs av Auguste-Henri Forel 1915. Acropyga amblyops ingår i släktet Acropyga och familjen myror. Inga underarter finns listade i Catalogue of Life.